# Полімерні сонячні батареї

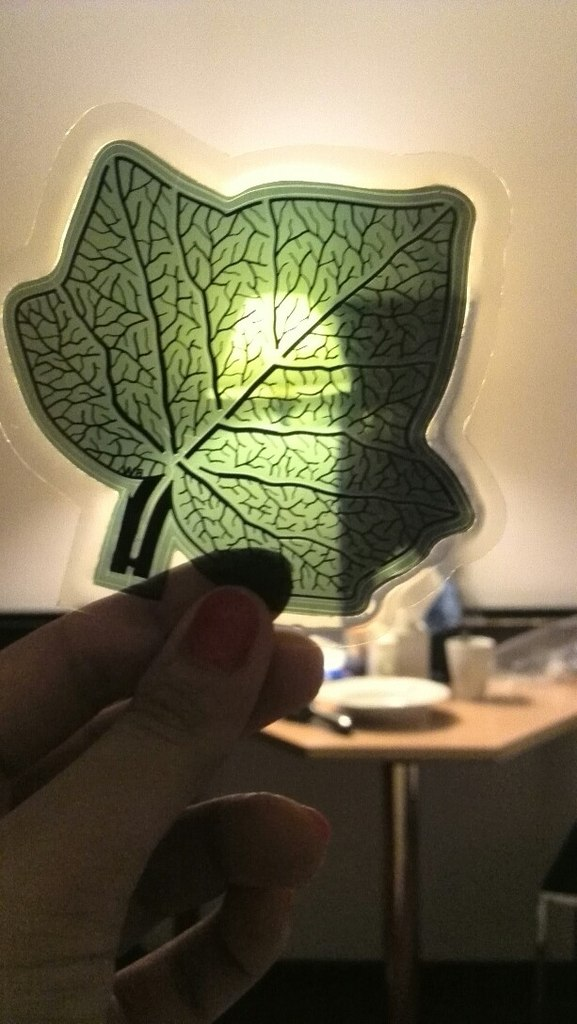
Функціональний прототип виробництва Beletric OPV

Полімерні сонячні батареї — різновид сонячних батарей, які виробляють електрику з сонячного світла. Відносно нова технологія, активно досліджувана в університетах, національних лабораторіях і декількох компаніях по всьому світу. Демонструються пристрої-прототипи з ефективністю конверсії енергії 5%.
У порівнянні з пристроями, заснованими на кремнієвій технології, полімерні сонячні батареї легкі, (що важливо для автономних датчиків малих розмірів), доступні, недорогі у виробництві, гнучкі, надають незначний вплив на довкілля, однак енергетичний вихід ледь сягає 1/4 звичайних кремнієвих сонячних батарей. Полімерні сонячні батареї також мають значний ефект деградації: їх ефективність знижується під впливом довкілля. Хороші захисні покриття досі не розроблені.
Відкритим питанням залишається ступінь комерційної конкуренції з кремнієвими сонячними батареями. Попри те, що полімерні клітинки відносно дешеві у виробництві, індустрія кремнієвих сонячних батарей має важливе промислову перевагу, адже може використовувати кремнієву інфраструктуру, розвинену для комп'ютерної індустрії. Однак, виробники сонячних батарей перебувають у невигідному становищі, оскільки змушені конкурувати з (більшою) комп'ютерною індустрією за постачання високоякісним кремнієм.
Ефективність залишається проблемою для цього типу технології. Традиційні кремнієві батареї досягають ефективності 20% і більше. Найвища ефективність досягнута для сонячних батарей, що використовуються для живлення космічних супутників. Такі батареї демонструють ефективність до 40%, що, відповідно, в два рази вище, ніж мають кремнієві батареї.